# 5268 Černohorský
5268 Černohorský è un asteroide della fascia principale. Scoperto nel 1971, presenta un'orbita caratterizzata da un semiasse maggiore pari a 2,6439831 UA e da un'eccentricità di 0,2604475, inclinata di 14,33079° rispetto all'eclittica.